# Kim Jong-hoon (judoka)
Kim Jong-hoon (kor. 김종훈 ;ur. 16 lutego 2001) – południowokoreański judoka. 
Uczestnik mistrzostw świata w 2022 i 2025, a także zdobył medal w drużynie. Startował w Pucharze Świata w 2024. Zajął siódme miejsce na mistrzostwach Azji w 2025. Złoty medalista  Uniwersjady w 2025 i trzeci w drużynie.